# パンクラチオン
パンクラチオン（英: Pankration、古希: παγκράτιον）は、古代ギリシアのスポーツ、格闘技および戦争などでの実戦における戦闘術、あるいはその近代版同名スポーツ、格闘技である。
古代ギリシア語で、「全て」を意味するπᾶνと「力、強さ」を意味するκράτοςに由来し、「全ての力」あるいは「あらゆる強さ」を意味する。古代オリンピックには紀元前648年から正式競技として加わった。
パンクラチオンの競技者はパンクラティアストと呼ばれ、レスリングやボクシングのテクニックだけでなく、蹴り技、固め技、抑え込み技、関節技、絞め技などのテクニックを使用し、現代の総合格闘技に似たものとなっていた。

## 歴史

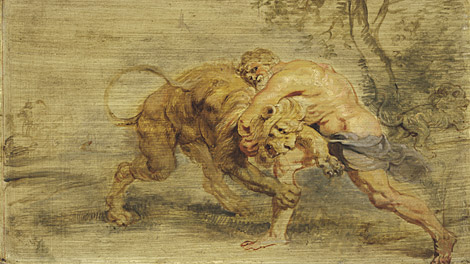
ピーテル・パウル・ルーベンスが描いたネメアーの獅子と戦うヘラクレス。マサチューセッツ州ケンブリッジ、フォッグ美術館所蔵。

ギリシア神話では、英雄ヘラクレスやテセウスが対戦相手との対決で、レスリングとボクシングの両方を使用した結果、パンクラチオンを生み出したのが起源とする伝説が存在する。
テセウスが、パンクラチオンを使って迷宮のミノタウロスおよびケルキュオンを倒したとする伝説や、ヘラクレスもまた、パンクラチオンを使ってネメアーの獅子を倒したとする伝説がある。
パンクラチオンが紀元前2千年紀から、スポーツの形式と実戦における戦闘手段の形式の両方で行われていたことを示唆する、いくつかの考古学上および美術史上の遺物が発見されており、主流の学術的見解では、紀元前7世紀のアルカイック期に発展し、暴力的なスポーツでの表現の需要が高まるにつれ、パンクラチオンはレスリングやボクシングでは不可能な総合コンテストの隙間を埋めて民衆の間で大きな人気を博したとされている。
パンクラチオンは、レスリングとボクシングの両方のテクニックを組み合わせただけでなく、蹴り技や関節技、絞め技も使うことができる、今日の総合格闘技に似た幅の広い格闘技であるが、打撃技によるノックアウトや絞め技での失神で試合の決着がつくことはあったものの、試合の決着のほとんどは降参によるものだった。パンクラティアスト（競技者）たちは、組み技や寝技に熟練しており、様々なテイクダウン、絞め技、関節技を効果的に使いこなした。
パンクラチオンは、古代ギリシア時代の単なる格闘スポーツであっただけでなく、スパルタの重装歩兵やアレクサンダー大王のマケドニア式ファランクス兵などの、ギリシア兵士の実戦における戦闘手段でもあった。スパルタではパンクラチオンを基に軍事訓練を行い兵士を鍛えていたとされ、テルモピュライの戦いでは、スパルタ兵は剣や槍が折れるとパンクラチオンを使い素手と歯で戦ったと言われている。
古代ギリシアの歴史家であるヘロドトスは、紀元前479年のギリシア人とペルシア人によるミュカレの戦いで、ギリシア人の中で最も良く戦ったのはアテナイ人であり、最も良く戦ったアテナイ人は著名なパンクラティアスト、エウテュノスの息子ヘルモリコスであったと述べている。また、アレクサンダー大王はパンクラチオンで優れた成績を残した者を価値ある軍事的資産と考え積極的に登用していたが、ポリュアエモスは、アレクサンダー大王の父であるピリッポス2世は、兵士たちが見守る中、パンクラティアストとパンクラチオンの練習をしていたと記している。
パンクラチオンはその後も人気を博し、古代ローマ帝国時代にはパンクラティウムと呼ばれるようになったが、西暦393年にキリスト教徒のローマ皇帝テオドシウス1世の勅令により、剣闘士の戦いや異教の祭典とともに禁止された。

## 著名な競技者

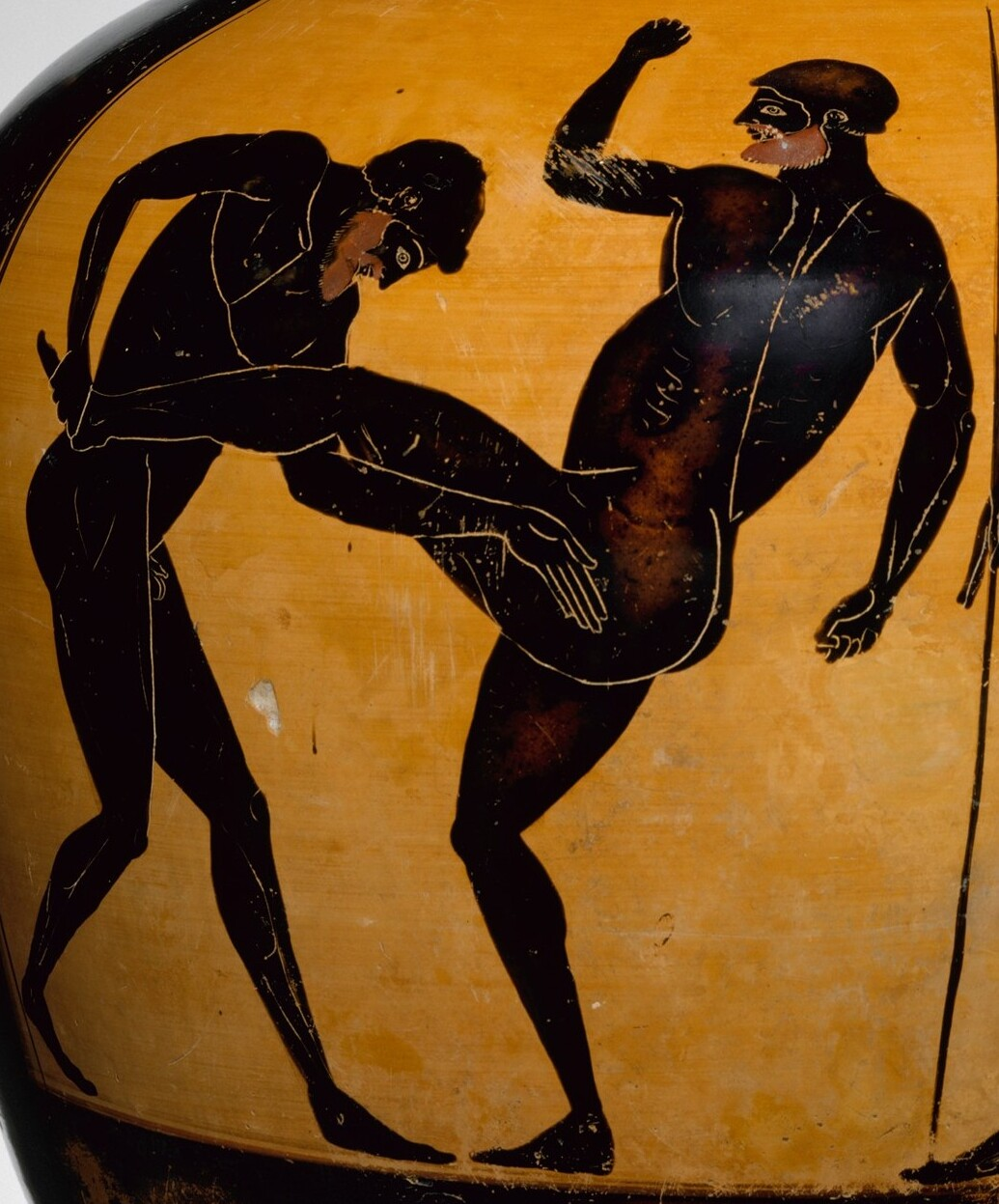
戦うパンクラティアストが描かれたパナテナイア祭のアンフォラ（紀元前500年）

パンクラティアストの中で最も有名と言われるアリキオンは、古代オリンピックを紀元前572年と568年の2大会連続で優勝し、3連覇目の決勝戦において、背後から足で胴体を締め上げられ腕で首を絞められながらも相手の足首を関節技で折り降参させ3大会連続の優勝を決めたが、同時にそのまま窒息し絶命した。そして遺体となったアリキオンに優勝者の証であるオリーブの冠が戴冠された。
ディオクシプスは、紀元前336年の古代オリンピックで、対戦相手が怖気付いて全ての試合で現れず、全ての試合を不戦勝で優勝を果たした。全試合不戦勝での優勝は「アコニティ」（埃を被ることなくという意味）と呼ばれとても栄誉あることとされた。
さらにディオクシプスは、アレクサンダー大王から気に入られ目をかけられていていたが、大王が主催する晩餐会に出席した際に、ディオクシプスの特別待遇に嫉妬した盾に鎧、長槍に剣と完全武装をしたマケドニア軍の戦士コラグスから「少々食いしん坊だ」と侮辱を受け決闘を挑まれるが、全裸にこん棒のみという出で立ちでこの挑戦を受けると、パンクラチオンのテクニックで組み伏せ勝利した。しかし、このことによりディオクシプスは陰謀によって金の杯を盗んだ濡れ衣を着せられ自殺に追い込まれた。
武器を持たずにオリンポス山に入り巨大な獅子を殺したポリダマス。古代オリンピック3連覇を果たしたドリエウスやソストラトス。古代オリンピックをパンクラチオンだけでなくボクシングでも優勝したテオゲネスなど、パンクラチオンの古代オリンピック優勝者の逸話は数多く存在する。

## ルールと構造

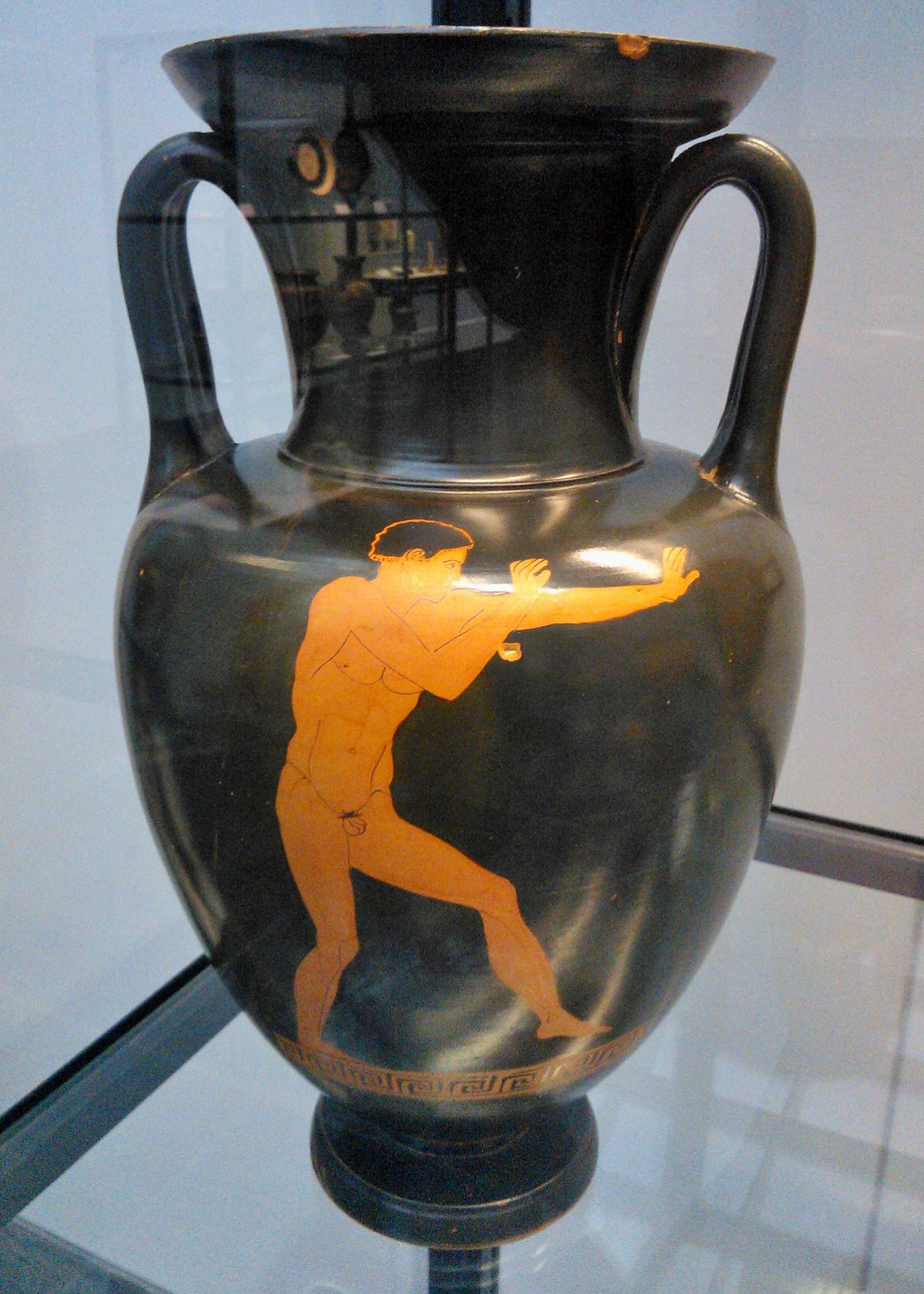
戦闘態勢をとるパンクラティアストが描かれた赤絵式のアンフォラ（紀元前440年）

パンクラチオンは試合の時間制限がなく、体重による階級分けもなかったが、年齢により2つまたは3つの部門に分けられており、古代オリンピックでは男性部門と少年部門の2つの部門に分けられていた。男性部門は紀元前648年に、少年部門は紀元前200年に古代オリンピックの正式競技に加わった。競技会はトーナメント形式で行われ、対戦相手はくじによって決められた。
試合は全裸の姿で行い、ルールは、目潰し禁止と噛み付きの禁止の2つのみであったが、スパルタで行われる試合では目潰しと噛み付きも許されていた。試合は通常は、一方の競技者が降参（人差し指を立てた状態で手を上に挙げることで降参の意思を示した）するまで続けられたが、審判が特定の条件下で途中で試合を止め、勝利者を決定することや、引き分けを宣言することもあった。極端な場合には、競技者が試合中に死亡することもあり、そうなった場合にはもう一方の生き残った競技者が勝者とみなされた。また、対戦相手が怖気付いて試合に現れない場合は不戦勝となったが、全て不戦勝でトーナメントを優勝することは栄誉あることとされた。
古代ギリシアの主要な競技会では16人制のトーナメントで開催されたが、プラトンはパンクラチオンの競技者は数千人にものぼったことを言及している。西暦1世紀には、ユダヤ人哲学者でパンクラチオンの競技者でもあったとされるアレクサンドリアのフィロンは予選大会があったことを示唆する記述をしている。

## トレーニング

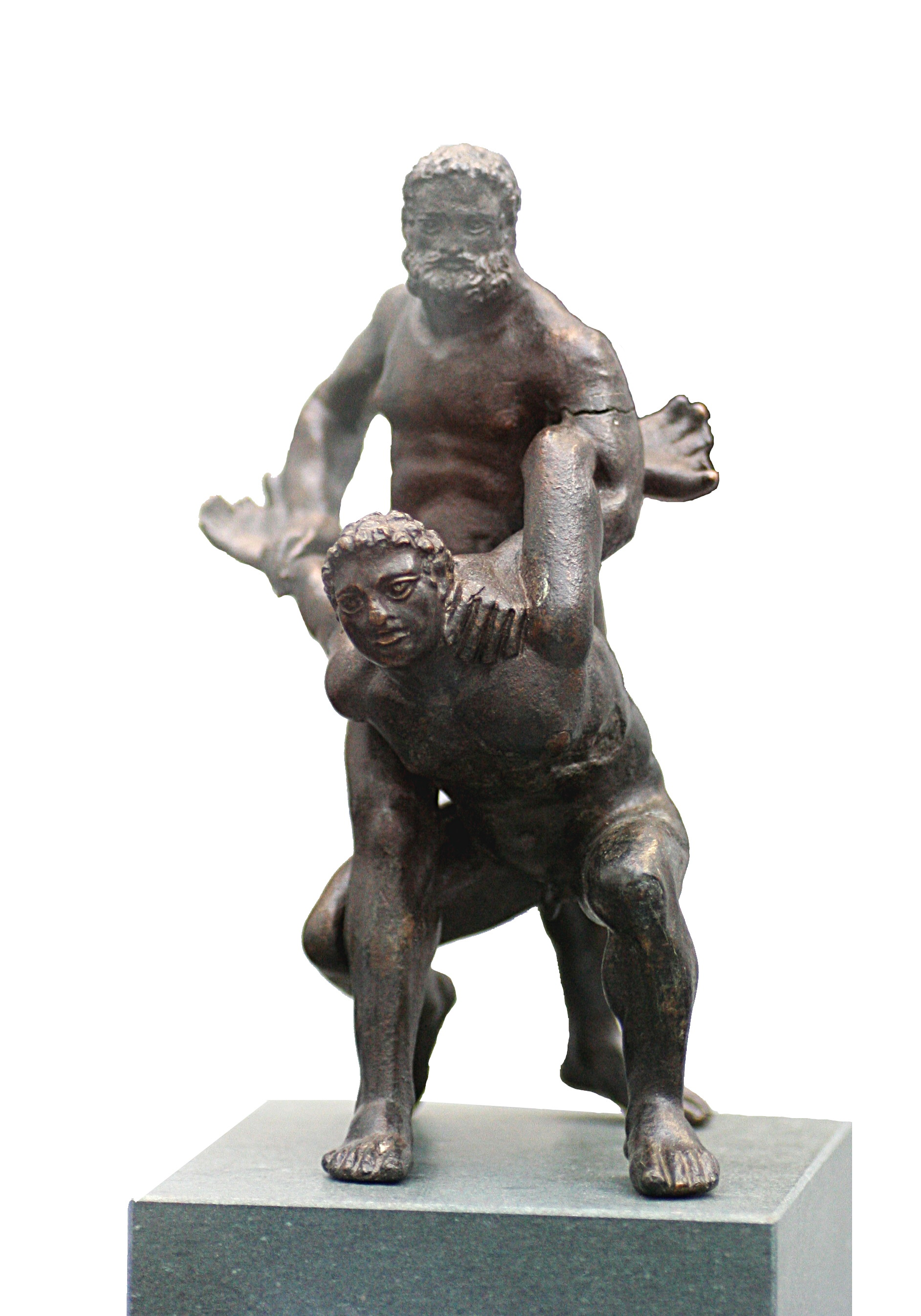
戦うパンクラティアストの銅像（紀元前2世紀）。ミュンヘン、州立古代美術博物館所蔵。

パンクラチオンの基本的な指導は、ギュムナシオンで青少年の体育を担当するパエドトリバエ（フィジカルトレーナー）によって行われ、高レベルの競技者は、ジムナスタと呼ばれる特別なトレーナーにより訓練を受けた。ジムナスタの中には元々パンクラチオンの競技者として成功を収めた者もいた。
競技者たちは、さまざまなテクニックやメソッドを開発し、それぞれ多彩なファイトスタイルを持っていた。競技者たちは、現代の高レベルのアスリートのトレーニングに通じる、筋力、スピード、スタミナ、持久力を向上させるためのトレーニングや、スタンド状態での戦いとグラウンド状態での戦いを分けたトレーニング、テクニックを学びそれを定着させるための反復トレーニングなど非常に多様な方法のトレーニングを行っていた。
さまざまなサイズの革製のサンドバッグやダミー人形が、打撃練習だけでなく、体や手足の強化にも使用され、東洋武術の型に似たトレーニング方法も存在していた。また、栄養管理やマッサージ、その他の回復術を競技者たちは積極的に行っていた。

## 近代パンクラチオン
1896年に近代オリンピックがアテネオリンピックで復活した際に、ピエール・ド・クーベルタンの尽力にもかかわらず、パンクラチオンはオリンピック種目として復活することはなかった。
近代パンクラチオンは、1969年に近代パンクラチオンの創始者と考えられているギリシャ系アメリカ人の格闘家ジム・アルヴァニスによって格闘技コミュニティに初めて紹介され、その後、1973年にアルヴァニスが格闘技雑誌ブラック・ベルト・マガジンの表紙を飾ったことで広く知られるようになった。アルヴァニスは、古代パンクラチオンの史料を参照し、パンクラチオンの復元を行い改良を加えた。アルヴァニスの取り組みは、後に総合格闘技となったものの原型とも考えられている。
2004年のオリンピック開催地が古代ギリシアゆかりのアテネに決まったのを機に、ギリシャオリンピック委員会、ギリシャ格闘技界はパンクラチオンがオリンピック公開競技として採用されることをめざし、1999年にギリシャで「International Federation of Pankration Athlima」（国際パンクラチオン連盟、国際パンクラチオン・アスリーマ連盟。略称 IFPA）を設立したが、オリンピックでの復活はならなかった。
2010年、アマチュアレスリングを管轄するFILA（現 UWW）がパンクラチオンを認定競技（新しいレスリング・スタイル）として承認した。同年、スポーツアコードワールドコンバットゲームズにパンクラチオンが正式競技として加わった。

### ルール
選手は、オープンフィンガーグローブ、レガース、ヘッドギアを着用し、レスリングマットで試合を行う。
頭部へのパンチと蹴りが許される「エリート」と、頭部へのパンチと蹴りが禁止の「トラディショナル」、2つのルールがある。なお、サッカーボールキック、鉄槌、頭部への肘打ち、ボディスラム、脚への関節技、脊柱への関節技、グラウンド状態での全ての打撃技、及び、首、後頭部、喉、膝、肘、腎臓、金的、脊椎への攻撃はどちらのルールでも禁止されている。

### 日本パンクラチオン協会
アジア競技大会日本代表などの実績がある空手家・中国武術家の北出雅人が、国際パンクラチオン連盟（IFPA）よりIFPA日本代表に指名され、2008年に日本パンクラチオン協会を設立した。同協会が日本人選手をオリンピックの下部大会に送り出していた。日本パンクラチオン協会は日本格闘競技連盟（JMAGA）の傘下団体でもあった。

## 参照
- "Pankration" or "Pancration" matches Perseus Digital Library, Tufts University
- International Federation of Pankration Athlima